# Will Barta
William „Will“ Barta (* 4. Januar 1996 in Boise) ist ein US-amerikanischer Radrennfahrer.

## Sportlicher Werdegang
Erste wichtige Erfolge erzielte Barta bereits als Junior. Neben Etappensiegen bei Rennen des UCI Men Juniors Nations’ Cup stellte er auch sein Potential als Rundfahrer unter Beweis, unter anderem als Dritter des Course de la Paix Juniors und der Tour du Pays de Vaud sowie als Fünfter der Trofeo Karlsberg jeweils im Jahr 2014. Mit dem Wechsel in die U23 wurde Barta zunächst Mitglied im Nachwuchsteam Hagens Berman Axeon, für das er wiederholt vordere Platzierungen erreichte.
Zur Saison 2019 erhielt Barta einen Vertrag beim damaligen CCC Team. Wertvollstes Ergebnis in den zwei Jahren beim Team war der zweite Platz auf der 13. Etappe der Vuelta a España 2020, wo er beim Einzelzeitfahren dem späteren Gesamtsieger Primož Roglič gerade mal um eine Sekunde unterlag. Nach Auflösung seines Teams fuhr Barta 2021 für das Team EF Education-EasyPost, bevor er zur Saison 2022 Mitglied im Movistar Team wurde. Seinen ersten Sieg als Profi erzielte er 2024 mit dem Gewinn der letzten Etappe der Valencia-Rundfahrt, die er mit einem Solo über 50 Kilometer für sich entschied.

## Erfolge
2013
- eine Etappe und Nachwuchswertung Tour de l’Abitibi

2014
- eine Etappe Tour du Pays de Vaud
- eine Etappe und Punktewertung Trofeo Karlsberg

2024
- eine Etappe Valencia-Rundfahrt

## Grand Tour-Platzierungen
| Grand Tour            | 2019 | 2020 | 2021 | 2022 | 2023 | 2024 | 2025 |
| --------------------- | ---- | ---- | ---- | ---- | ---- | ---- | ---- |
| Giro d’ItaliaGiro     | –    | –    | –    | 59   | 52   | 50   | –    |
| Tour de FranceTour    | –    | –    | –    | –    | –    | –    | 102  |
| Vuelta a EspañaVuelta | 131  | 22   | –    | –    | –    | –    |      |